# Stanisław Marusarz
Stanisław Marusarz (* 18. Juni 1913 in Zakopane, Galizien; † 29. Oktober 1993 ebenda) war ein polnischer Skisportler, der im Skispringen, im Skilanglauf und in der Nordischen Kombination aktiv war. 1938 wurde er Skisprungvizeweltmeister, später war er Mitglied der Tatra-Bergwächter.

## Werdegang
Bei den Olympischen Winterspielen 1932 erreichte er im 18-km-Skilanglauf den 27., im Skispringen den 17. Rang. Nach einigen Erfolgen auf nationaler Ebene erfuhr Marusarz 1935 internationale Beachtung, als er mit 87,5 Metern einen neuen Weitenweltrekord im Skispringen aufstellte und so die norwegische Vormachtstellung in der Sportart gefährdete. Zu einem ersten Vergleich mit den stärksten Norwegern, den Brüdern Birger und Asbjørn Ruud, kam es bei den Olympischen Winterspielen 1936 in Garmisch-Partenkirchen; hier wurde Marusarz im Skispringen Fünfter, zudem erreichte er den siebenten Rang in der Nordischen Kombination.
Die Nordischen Skiweltmeisterschaften 1938 im finnischen Lahti war der Höhepunkt seiner Karriere. Ihm gelang mit erst 66, dann 67 Metern in beiden Durchgängen des Spezialsprunglaufes der weiteste Sprung. Dennoch wurde er letztlich mit insgesamt 226,4 Punkten nur 0,2 Punkte hinter Asbjörn Ruud Zweiter, der zwar nur 63,5 und 64 Meter weit sprang, von den Wertungsrichtern aber weitaus bessere Haltungsnoten bekam. Noch bei der Siegerehrung soll Ruud erwogen haben, ob dieses zweifelhaften Ausgangs Marusarz die Goldmedaille umzuhängen, begnügte sich letztlich aber damit, ihn zum „moralischen Sieger“ zu erklären. Immerhin wurde Marusarz im selben Jahr zu Polens Sportler des Jahres gekürt.
Im folgenden Jahr fand die Weltmeisterschaft in seiner Heimatstadt Zakopane statt; wegen einer Armverletzung war er jedoch geschwächt und erreichte im Springen nur den fünften Rang. Kurz nach dem Überfall Deutschlands auf Polen schloss sich Marusarz der Polnischen Heimatarmee an. Angesichts des wachsenden Terrors im durch Nazis besetzten Polen beschloss er, mit seiner Frau nach Ungarn auszuwandern. In der Slowakei wurde er jedoch festgenommen, ans Dritte Reich ausgeliefert und zum Tode verurteilt. Es gelang ihm jedoch, zu fliehen (mit einem spektakulären Sprung aus dem fahrenden Zug) und nach Ungarn zu gelangen, wo er bis Kriegsende ausharrte.
Nach Kriegsende setzte er seine Wintersportkarriere fort, konnte aber nicht an seine früheren Erfolge anknüpfen. Bei den Olympischen Winterspielen 1948 in St. Moritz startete er nur im Skispringen und erreichte den 27. Platz. Bei den Olympischen Winterspielen 1952 in Oslo erreichte er im Einzelspringen punktgleich mit dem Japaner Tatsuo Watanabe den 27. Rang. Noch zehn Jahre später erreichte er 66 Meter, als er von den Veranstaltern der Vierschanzentournee zu einem „Ehrensprung“ gebeten wurde.
Marusarz gewann zwischen 1932 und 1952 insgesamt zwölf polnische Meistertitel im Skispringen. Darüber hinaus wurde er viermal Meister in der Nordischen Kombination.

## Erfolge

### Weltrekorde
| #  | Schanze                    | Ort     | Land        | Weite  | aufgestellt am | Rekord bis    |
| -- | -------------------------- | ------- | ----------- | ------ | -------------- | ------------- |
| 38 | Bloudkova velikanka (K106) | Planica | Jugoslawien | 95,0 m | 15. März 1935  | 15. März 1935 |